# معركة الأسماك (أسطورة)

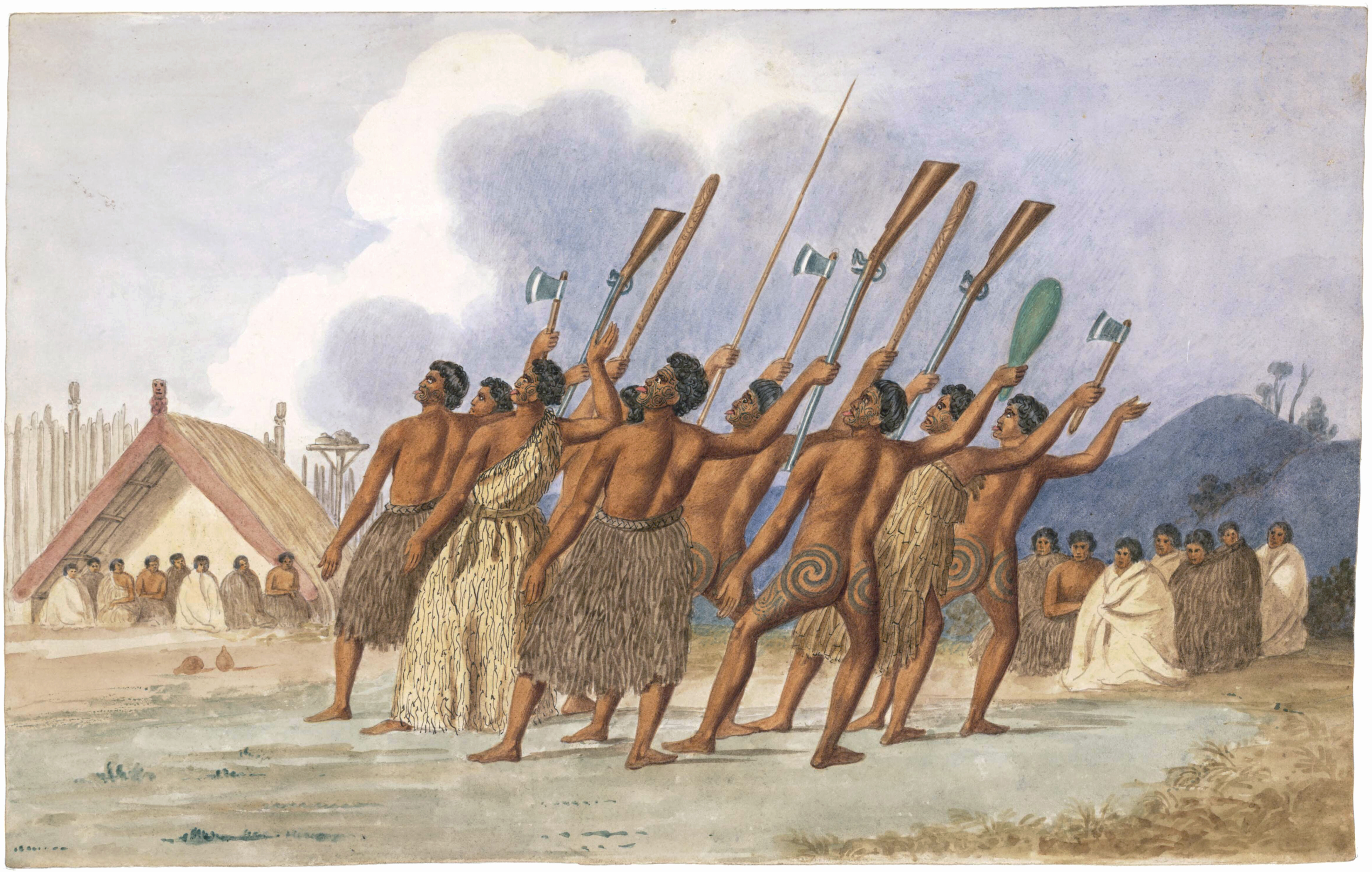
رقصة الحرب

معركة الأسماك (بالإنجليزية: Fish Battle)‏ إنها مزيج بين عالمين عظيمين، وهما عالم الأسطورة الساحر والمليء بالمقدس والآلهة وبين الفولكلور والخرافة المفعمة باللامعقول والمُتجاوز لحدود المنطق العقلاني. في هذه الحكاية الأسطورية التي هي متداولة عند الماوريين شعب نيوزيلندا نجد كيف أن الأسماك البحرية اتخذت الأشكال التي هي عليه اليوم، وكيف استرد إله البحر المظلمة التي وقعت على زوجة رجل من بني الإنسان بخوض معركة ضارية بين قوات إله البحر السمكية وقبائل الماوري.

## الحكاية
انهمرت الدموع على خدي المرأة وهي تجلس وحيدة في بيتها. لقد ترکها زوجها وهي لا تعرف أين ذهب. سألت الأشجار، فظلت صامتة. كان الجدول مسحورا، فلم يعطها جوابا. وما كانت جدران البيت لتخبرها. ولم تشفق عليها إلا حوجلة اليقطين التي كانت تشرب منها. فحين رفعتها إلى شفتيها، قالت لها، «لا تحزني. اكسريني على الأرض، ثم اجمعي شظاياي وخذيني معك. سأريك الطريق التي سلكها».
شکرت المرأة حوجلة اليقطين. وبعد أن حطمتها على الأرض، جمعت الكِسَرَ، ووضعتها في قفة من الكتان، وانطلقت. ودلتها الحوجلة على الدرب الذي يجب أن تسلكه. وظلت تسير حتى بلغت ضفة الجدول المسحور. وبينما كانت تخوضه تسلل الماء إلى القفة، وحين بلغت الضفة الأخرى، عادت الحوجلة خرساء مرة أخرى.
عادت المرأة إلى بيتها حزينة، لأنها وجدت العشرات من الدروب تحت الأشجار ولم تعرف أيها تسلك. وحين خيم الليل بظلامه امتلأ قلبها مرارة على زوجها الذي هجرها. سمعت هدير أمواج المحيط وهي ترتطم بالشاطئ، فقررت أن تستنجد بتانغا روا لعله يساعدها على رد مظلمتها.

### دعاء المرأة
تسللت بين الأشجار مثل مخلوق متوحش من مخلوقات الغابات إلى أن بلغت الرمال الشاحبة. رفعت وجهها نحو النجوم ويداها ممدودتان، وصاحت بصوت عال:
استمع لدعائي، يا إله البحر. لقد تعرضت لظلم عظيم من قبل زوجي ورجال أخفوه عني. ففرج عني بتدمير هؤلاء الأشرار.
لم يكن تانغا روا بحاجة إلى تحريض كبير ليشن حرب على رعايا أخيه سلطان البر، فبصوت کهزيم الرعد نادي على قومه الأسماك، فلبت نداءه على الفور. جاؤوا صغارا وكبارا، ولم يتخلف منهم أحد، وكانوا جميعا متشابهين حيث كانوا يرتدون كسوة أبناء إيكاتيري الرمادية، وكانوا جميعا متماثلين في الهيئة. لم يختلفوا إلا في الحجم، من الحوت توهورا إلى سمك البلم الصغير إنانغا. راحوا يعومون باتجاه الشاطئ مثل جيش جرار يقصدون القرية التي كان يعيش فيها الزوج الضال.
كان في طليعة هذا الجيش قبيله الغرنار ذات الرؤوس الشائكة، أما الحيتان فكانت في المؤخرة لتكون سورا يصد فرار الأسماك الصغيرة حين يهجم الماوري. بلغوا الشاطئ وتسلقوا زاحفين على الرمال، كانت أجسادهم المبتلة اللامعة متثاقلة، وفي الحال سمعوا صيحة إنذار وحشية حين شوهدت أشكالهم الرمادية الكابية اللون تحت الأشجار.
ظلت الحرب ناشبة طوال ذلك اليوم الرهيب. اقتحم الغرنار أسيجة القرية المحصنة، فَقُتِلَ منهم الكثير، واصطبغوا بدمهم الأحمر، تماما كما هم عليه إلى يومنا هذا. كان باروري سمك الفرخ الأسود ملازما للغرنار يسانده، حتى تجلل محاربوه بالدماء الجافة الطلائع القوات.

### احتدام المعركة
انخرطت القبائل في المعمعة، الواحدة تلو الأخرى. وحين تهادت الشمس الغاربة نحو السماء الغربية، رأت القبائل جثث رفاقها تحيط بها من كل جانب، فارتعبت الأسماك الصغيرة، وولت على أعقابها هاربة إلى الظلال الباردة للأجمة حيث يحتمي توهورا متأهبا مع محاربيه العظماء من قوات الاحتياط.
وحين رأي الأسماك الصغيرة تتقهقر مذعورة، أعطى أوامره بصوت يجلجل جلجلة. اندفعت الحيتان نحو الأمام، فتمایلت الأشجار كأنها أوراق روبو في مهب الريح بينما كانت الحيتان تشق طريقها بينها. تقصفت أسيجه القرية المحصنة وتكسرت نتيجة هجوم الحيتان، وتهاوت على نحو يهز الأرض هزًا.
تملك قلوب المدافعين عن القرية المحصنة رعب مفاجي، وأُحْرِزَ النصر. لقد هُزِمَ تانغاتا ونوا، أهل البر، هزمهم أهل البحر.
في اليوم التالي، وقف تانغا روا في موطنه المحيط، وكان جيشه المظفر يسبح من حوله في دائرة عظيمة، وكلما مرت قبيله بالإله العظيم، أعطاها شؤها.
البست أسماك الغرنار وسام الشرف لإخلاصها، وهو الدم الأحمر الباهي للأسماك التي قادت جموع الحرب.
رأى باتيكي، السمك المفلطح، لعبة صبي فتمنى أن يكون له شكل الحدأة.
كان تاكيكي سمك الحرمان يحمل رمحا تحت زعنفته بكل اعتداد فطلب أن يحمله في رأسه.
وكان لدى واي، السمك اللتاع، رمح أيضا وله صفان من الأشواك عند رأسه المدبب، فأراد أن يكون هذا في نهاية ذيله.
وأخيرا جاء أرارا، سمك الكنعد، يحمل رداء أبيض أخذه من الرجل الذي هجر امرأته. كان الرداء ملطخا ببقع من الدم الأحمر القاني، فصارت هذه كسوة أسماك الربيب.
هكذا رد تانغا روا المظلمة، وأعطى الأسماك أشكالها وألوانها. ولا يزال أبناء إيكاتيري يحملون بافتخار جراح الحرب وشاراتها التي نالوها يوم هزموا الإنسان.